# Dinorah-Quadrille
Die Dinorah-Quadrille ist eine Quadrille von Johann Strauss (Sohn) (op. 224). Sie wurde am 13. August 1859 in Pawlowsk in Russland erstmals aufgeführt.